# Leptogaster bicolor
Leptogaster bicolor är en tvåvingeart som först beskrevs av Macquart 1848.  Leptogaster bicolor ingår i släktet Leptogaster och familjen rovflugor. Inga underarter finns listade i Catalogue of Life.